# Daróczi Anikó
Daróczi Anikó Judit (Kolozsvár, 1967. október 30. –) irodalomtörténész, műfordító, egyetemi oktató. Szakterülete a középkori (flamand) misztika.

## Díjai
- Szobotka Tibor-díj (2002)

## Válogatott munkái

### Könyvek, tanulmányok
- Word and image in the General Prologue to the Canterbury Tales. In: The Anachronist, Department of English Studies, School of English and American Studies, ELTE, Budapest, 1995.
- Nescio, de mystieke dichter. In: Literatuur, Amsterdam University Press, 1996/5.
- And therefore I keep silent. A Musical Approach to Letter XXVIII of Hadewijch of Brabant. In: Interpretation of Texts Sacred and Secular. Pano Verlag, Zürich / Centre for Hermeneutical Research, Budapest, 1999.
- Zwijgen of zingen? Gedachten over een nieuwe benadering van het proza van Hadewijch over het onzegbare. In: Károli Studies I, Budapest, 2000.
- Tekstvormende melodieen. In: Károli Studies II, Budapest, 2000.
- Balogh Tamás-Daróczi Anikó: Hadewych. Budapest, 2000.
- Ende hier omme zwighic sachte (könyv és lemez). Atlas, Amsterdam, 2002.
- A bírhatatlan: Beney Zsuzsáról. Vigilia 2006/9.
- Groet gheruchte van dien wondere. Spreken, zwijgen en zingen bij Hadewijch. Leuven, 2007
- Versek születése, tükrök között. Vigilia 2007/4.
- Hadewijch: mystiek tussen oraliteit en schriftelijkheid. Over de verbinding van inhoud en vorm. In: De fiere nachtegaal. Het Nederlandse lied in de middeleeuwen, Amsterdam University Press, 2008.

### Fordítások
- A lepke : Holland-flamand elbeszélések. Műfordításantológia (Szerkesztette és fordította: Daróczi Anikó, Gera Judit. ELTE, Budapest, 1995.
- Wolkers, Jan: Multatuli. Magyar lettre internationale 22, 1996/ősz.
- Wieg, Rogi: Liszt; A bogár; Szemmel követni: versek (Ford. Daróczi Anikó, Balla Zsófia). Magyar lettre internationale 22, 1996/ősz.
- Wieg, Rogi: Részletek Sofia Rosenbergből. Magyar lettre internationale 23, 1996/tél.
- Chytilová, Vera: A film csupa mozgás – az élet csupa mozgás. Magyar lettre internationale 24, 1997.
- Holland, Agnieszka: Másképp filmezek. Magyar lettre internationale 24, 1997.
- Mulisch, Harry: Freud-Oidipusz. Egy jungiánus értelmezés. Magyar lettre internationale 26, 1997.
- Broeck, Walter van den: Levél a királyhoz. Magyar lettre internationale 32, 1999/tavasz.
- Dandoy, Györgyi : Délibáb. Magyar lettre internationale 32, 1999/tavasz.
- Magda Szabó: De deur (Ford. Hennink, Ellen - Anikó Daróczi). Houtekiet, Antwerpen/Amsterdam, 2002.
- Péter Nádas: Zielsverwant / Kindred Spirits. (Ford. Anikó Daróczi, János Salamon, Janey Tucker, Rob Visser.) Van Gennep, Fotomuseum Den Haag, Amsterdam, 2004.
- Amerongen, Martin: Füstölgés. Európai szövegek sorozat, 2005.
- A lélek nyelvén. Hadewijch művei (Ford. Balogh Tamás, Daróczi Anikó, Beney Zsuzsa), Szent István Társulat, 2005
- Claus, Hugo: Versek. Nagyvilág 51. 2006/5 (flamand tematikus szám).
- Nolens, Leonard: Versek. Nagyvilág 51. 2006/5 (flamand tematikus szám).
- Coninck, Herman de: Versek. Nagyvilág 51. 2006/5 (flamand tematikus szám).
- Wieg, Rogi: Az ördög múzsái. Filum, Budapest, 1997.
- Wieg, Rogi: Felbillent Föld; Kötélvégek. Filum, Budapest, 1998.
- Zsuzsa Rakovszky: De schaduw van de slang (A kígyó árnyéka, Ford. Anikó Daróczi, Ellen Hennink), Van Gennep, Amsterdam, 2009
- Gyula Krúdy: Sindbads droom (33 Szindbád-novella, Ford. Anikó Daróczi, Ellen Hennink), Van Gennep, Amsterdam, 2010
- Zsuzsa Beney: Aan de randen van de tijd (Az idő peremén. Válogatott versek, Ford. Anikó Daróczi, Ellen Hennink), Van Gennep, Amsterdam, 2010
- Beatrijs. Egy apáca története (Középkori Márialegenda, ford. Rakovszky Zsuzsa, Daróczi Anikó), L'Harmattan, 2012
- Angi Máté: Mamo (Mamó, Ford. Anikó Daróczi, Ellen Hennink), Wereldbibliotheek, Amsterdam, 2013

### Szerkesztések
- A lepke : Holland-flamand elbeszélések. Műfordításantológia (Szerkesztette és fordította: Daróczi Anikó, Gera Judit. ELTE, Budapest, 1995.
- A magyarországi néderlandisztika története (szerk. Daróczi Anikó, Mollay Erzsébet, Gera Judit és Pusztai Gábor). 2006.
- Beney Zsuzsa: Összegyűjtött versek I-III. (Hulló idő, Csönd és hallgatás között, Életem élete). Gondolat Kiadó, 2008.
- Beney Zszusa: Két regény (Rontás, Napló előtte és utána), Gondolat Kiadó, 2008
- Beney Zsuzsa: Az elérhetetlen jelentés - Összegyűjtött költészettanulmányok I-II (szerk. Ambrus Judit és Daróczi Anikó). Gondolat Kiadó, 2011
- Beney Zsuzsa: "Nem látta senki más...". Versközelben; szerk. Daróczi Anikó, Szűcs Teri; Gondolat, Bp., 2015

## Recenziók
- Michel Krielaars: Nooit dodelijk liefhebben. nrc boeken 2002. 12. 06.[halott link]
- Báthori Csaba: Volt, nincs, van. Magyar Narancs 20/36, 2006.
- Tarján Tamás: Érte értett éter. Kultúra.hu 2008. szeptember 16.
- Szegő János: Áttetsző sűrűség. Revizor 2008. 12. 19.[halott link]

## Interneten olvasható művei
- A magyarországi néderlandisztika története (szerk. Daróczi Anikó, Mollay Erzsébet, Gera Judit, Pusztai Gábor)
- A bírhatatlan: Beney Zsuzsáról
- Versek születése, tükrök között
- Hadewijch: mystiek tussen oraliteit en schriftelijkheid. Over de verbinding van inhoud en vorm[halott link]
- Beney Zsuzsa versei holland nyelven

## Kapcsolódó szócikk
Flamand irodalom

## Külső hivatkozások
- Károli Gáspár Református Egyetem
- Vigilia
- Magyar Lettre International
- Babel Web Anthology